# Nimrod (informàtica)
Nimrod va ser un ordinador construït al Regne unit per la companyia Ferranti per al festival de Bretanya de 1951, va ser el primer ordinador construït per executar un videojoc, un dels primers videojocs creats en la història dels videojocs.
L'ordinador de 3,7 per 2,7 per 1,5 metres, dissenyat per John Makepeace Bennett i construït per l'enginyer Raymond Stuart-Williams, va permetre als assistents a l'exhibició jugar un joc de Nim contra una intel·ligència artificial. El jugador pressiona botons en un panell elevat amb llums per seleccionar els seus moviments, i el Nimrod mou després, amb els seus càlculs representats per més llums. La velocitat dels càlculs de Nimrod podria reduir-se per permetre al presentador demostrar exactament el que estava fent l'ordinador, amb més llums que mostren l'estat dels càlculs. L'objectiu de Nimrod era demostrar el disseny de l'ordinador i les habilitats de programació de Ferranti en lloc d'entretenir, encara que els assistents al Festival estaven més interessats a jugar que en la lògica que hi havia al darrere. Després de la seva exhibició inicial el maig, el Nimrod es va exhibir durant tres setmanes a l'octubre de 1951 en el Saló Industrial de Berlín abans de ser desmantellat.
El joc de Nim que s'executa en el Nimrod és candidat per a un dels primers videojocs, ja que va ser un dels primers videojocs d'ordinador a tenir qualsevol tipus d'element visual del joc. Va aparèixer solament quatre anys després de la invenció en 1947 del dispositiu d'entreteniment amb tub de raigs catòdics, el joc electrònic interactiu més antic conegut que usava una pantalla electrònica, i un any després de Bertie The Brain, un ordinador similar al Nimrod que jugava al marro en l'Exposició Nacional del Canadà de 1950. No obstant això, l'ús de bombetes en lloc d'una pantalla amb gràfics visuals en temps real, i molt menys gràfics en moviment, del Nimrod no compleix amb algunes definicions d'un videojoc.

## Desenvolupament
L'estiu de 1951, el Regne Unit va celebrar el Festival of Britain, una exposició nacional celebrada en tot el Regne Unit per promoure la contribució britànica a la ciència, la tecnologia, el disseny industrial, l'arquitectura i les arts i per commemorar el centenari de la Gran Exposició de 1851.
L'empresa britànica d'enginyeria i naixent desenvolupador d'ordinadors Ferranti va prometre desenvolupar una exhibició per al Festival. A finals de 1950, John Makepeace Bennett, un empleat australià de l'empresa i recent graduat de la Universitat de Cambridge, va proposar que la companyia creés un ordinador que pogués jugar el joc de Nim. Al Nim, els jugadors s'alternen per eliminar almenys un objecte d'un conjunt, amb l'objectiu de ser el jugador que elimina l'últim d'ells; les opcions de joc es poden modelar matemàticament.
El suggeriment de Bennett va ser suposadament inspirat per una màquina anterior de Nim, Nimatron, que es va exhibir el 1940 en la Fira Mundial de Nova York. La màquina Nimatron havia estat dissenyada per Edward Condon i construïda per Westinghouse Electric a partir de relés electromecànics, i pesava més d'una tona. Encara que el suggeriment de Bennett era un joc, el seu objectiu era mostrar la capacitat de l'ordinador per fer càlculs matemàtics, ja que Nim es basa en principis matemàtics, i així mostrar el disseny de l'ordinador i les habilitats de programació de Ferranti en lloc d'entretenir.
Pot semblar que, en tractar de fer que les màquines juguin jocs, estem perdent el temps. Això no és cert ja que la teoria dels jocs és extremadament complexa i una màquina que pot jugar un joc complex també es pot programar per dur a terme problemes pràctics molt complexos.
Ferranti va començar a treballar en la construcció de l'ordinador l'1 de desembre de 1950, amb l'enginyer Raymond Stuart-Williams adaptant el disseny de Bennett a una màquina en funcionament. El desenvolupament es va completar el 12 d'abril de 1951, resultant en un dispositiu de 3,66 metres, 2,74 metres de profunditat i 1,5 metres d'altura. La major part del volum va ser acaparat per tubs de buit i bombetes que mostraven l'estat del joc, i l'ordinador no ocupava més del dos per cent del volum total de la màquina. El Nimrod va prendre la forma d'una gran caixa amb panells de llums, amb un suport aixecat davant amb botons corresponents a les llums, que al seu torn representaven els objectes que el jugador podia portar.
El jugador s'asseia en l'estand i pressionava els botons per fer els seus moviments, mentre que un panell de llums mostrava l'estat del joc, i un altre mostrava els càlculs de l'ordinador durant el seu torn. L'ordinador podria configurar-se per fer els seus càlculs a diferents velocitats, reduint la velocitat perquè el demostrador pugui descriure exactament el que l'ordinador estava fent en temps real. Una guia visual adjunta al Nimrod explicava el que estava fent l'ordinador durant el seu torn, a més de mostrar els possibles estats del joc i com serien representats per les llums. Els senyals que indiquen el torn de cada jugador i si un o un altre havia guanyat s'encendrien segons correspongui durant el joc.

## Presentació

Diagrama de la màquina

El 5 de maig de 1951, l'ordinador Nimrod es va presentar en el Festival com "més ràpida del que es pensava" i com un "cervell electrònic". Va jugar exclusivament el joc de Nim; els moviments es van realitzar pels jugadors asseguts en el suport elevat, amb el demostrador assegut en l'altre costat entre el suport i l'ordinador. Nimrod podia jugar la forma tradicional o "inversa" del joc. Es va vendre una breu guia als visitants per un xíling i sis penics explicant com funcionaven els ordinadors, com funcionava el Nimrod i anunciant altres desenvolupaments de Ferranti. Explicava que l'ús d'un joc per demostrar el poder de la màquina no significava que estigués destinat a l'entreteniment i comparava els fonaments matemàtics de Nim amb el modelatge de l'economia dels països. Entre els jugadors de Nimrod durant el Festival va incloure al pioner de la informàtica Alan Turing.
Encara que va ser una demostració de tecnologia, la majoria dels espectadors en el festival estaven més interessats a jugar el joc que en la lògica de programació i enginyeria que hi havia al darrere. Bennett va afirmar que "la majoria del públic estava bastant feliç de mirar bocabadat les llums intermitents i va quedar impressionat". El periodista de la BBC Radio, Paul Jennings, va afirmar que tots els assistents al festival "es van aturar" en arribar al "espantós" "tremend refrigerador gris".
Després del Festival, el Nimrod es va exhibir durant tres setmanes a l'octubre en el Saló Industrial de Berlín, on també va atreure a multituds, inclòs el ministre d'economia d'Alemanya Occidental Ludwig Erhard. Després, no obstant això, com havia complert el seu propòsit, el Nimrod va ser desmantellat. Com el Nimrod no estava destinat a ser un producte d'entreteniment, no va ser seguit per cap joc futur, i Ferranti va continuar el seu treball en el disseny d'ordinadors d'ús general.
El Nimrod va ser creat solament quatre anys després de la invenció de 1947 del dispositiu d'entreteniment amb tub de raigs catòdics, el més antic joc electrònic interactiu, i un any després d'un joc similar Bertie the Brain, el primer joc basat en ordinador que presenta una visualització de qualsevol tipus. El Nimrod es considera en algunes definicions un dels primers videojocs, possiblement el segon. Si bé les definicions varien, el dispositiu de diversió anterior de tub de raigs catòdics va ser un joc elèctric purament analògic, i encara que Nimrod i Bertie no tenien una pantalla electrònica, tots dos es jugaven en un ordinador. El joc de marro basat en programari OXO i un programa de Christopher Strachey es van programar un any després el 1952 i van ser els primers videojocs d'ordinador que mostrava imatges en una pantalla electrònica en lloc de bombetes.